# In Celebration Of Life
In Celebration Of Life es el séptimo álbum de Estudio del músico griego Yanni, lanzado bajo el sello Private Music en 1991 con una gira del Concierto en ese mismo año llamada “Revolutions Of Sound”. Este álbum cubrió el lugar #3 en la lista de la Cartelera de los “Álbumes de New Age” , y el lugar #60 en la "Cartelera 200", en el mismo año.
En “Celebration Of life” se deducen 4 álbumes de Estudio de su discografía legítima e inicial: “Keys to Imagination”, “Out of Silence”, “Chameleon Days” y “Niki Nana” y también incluye el nuevo tema "Song For Antarctica", grabada para el álbum de beneficio “Polar Shift” (Cambio Polar). La colección es una apreciación global sólida del trabajo inicial de Yanni, mientras despliega todos los principios que han hecho su música tan popular durante los años. El abridor "Santorini" ofrece una melodía poderosa, aplastante, mientras "Marching Season" se manipula por la relación entre una línea del piano inminente y un renacimiento del bello e inigualable sintetizador, el cual le da el toque mágico. “Keys To Imagination” comienza en un flujo soñador, hasta que en su desenlace ofrece los teclados galopantes chocando con el típico sonido de la percusión, entremezclándose de tal manera que se crea un ambiente de pura fantasía y armoniosidad. Este álbum es de gran significación para los que aún no conocen el gran trabajo de Yanni, y también para los que gustan de su selectivo e inigualable estilo musical, que pudiera abrirle paso a la curiosidad por saber y querer investigar fuera de la recopilación de “Polar Shift” que ofrece el tema "Song For Antarctica" así como también la música de músicos del mismo género “New Age, como lo son Kitaro, Vangelis, y Enya.

## Temas
| #   | Tema                  | Duración |
| --- | --------------------- | -------- |
| 1.  | "Santorini”           | 4:35     |
| 2.  | "Song for Antarctica” | 4:24     |
| 3.  | "Marching Season"     | 5:36     |
| 4.  | "Walkabout"           | 4:32     |
| 5.  | "Keys to Imagination" | 5:15     |
| 6.  | "Looking Glass”       | 6:40     |
| 7.  | "Someday"             | 4:35     |
| 8.  | "Within Attraction"   | 4:10     |
| 9.  | "Standing in Motion"  | 5:22     |
| 10. | "Sand Dance"          | 5:09     |

## Personal
Todos los temas musicales presentes en este disco fueron compuestos por Yanni